# Przezmark (osada w województwie pomorskim)
Przezmark – osada w Polsce położona w województwie pomorskim, w powiecie sztumskim, w gminie Stary Dzierzgoń.
W latach 1975–1998 miejscowość położona była w województwie elbląskim.
Przezmark leży nad jeziorem Mołtawa Wielka.